# Srawung
Srawung is een bestuurslaag in het regentschap Sragen van de provincie Midden-Java, Indonesië. Srawung telt 1530 inwoners (volkstelling 2010).